# Марія Августа Турн-унд-Таксіс
Марі́я Авгу́ста А́нна фон Турн-унд-Та́ксіс (нім. Marie-Auguste Anna von Thurn und Taxis, 11 серпня 1706 — 1 лютого 1756) — німецька принцеса з дому Турн-унд-Таксіс, донька 2-го князя Турн-унд-Таксіс Ансельма Франца та чеської принцеси Марії Людовіки з Лобковіц, дружина герцога Вюртемберзького Карла I Александра, регентка Вюртемберзького герцогства у 1737—1746 роках.

## Біографія
Марія Августа народилася 11 серпня 1706 року в імперському вільному місті Франкфурт. Вона була третьою дитиною та другою донькою в родині принца Ансельма Франца Турн-унд-Таксіс та принцеси Марії Людовіки з Лобковіц. Дівчинка мала старшого брата Александра Фердинанда. Старша сестра померла невдовзі після її народження. Згодом в родині з'явився молодший син Крістіан Адам. Мешкало сімейство у Брюсселі та Франкфурті. Коли Марії Августі було 8, батько успадкував титул імперського князя.
У 21-річному віці Марія Августа взяла шлюб із герцогом Вюртемберга-Віннентальським Карлом Александром, який був вдвічі старшим за неї. Наречений служив губернатором провінції Північна Сербія, яка від 1718 року входила до складу Габсбурзької монархії. Весілля відбулося 1 травня 1727 року у Франкфурті. За десять років шлюбу в подружжя народилося шестеро дітей.
Незважаючи на католицьке віросповідання пари, їхні діти виховувалися у лютеранській вірі.
У 1733 році чоловік Марії Августи успадкував від свого кузена Вюртемберзьке герцогство. Новою столицею він зробив Штутгарт.
Подружнє життя не було безхмарним. Пара мала часті суперечки, хоча всі вважали їхній шлюб ідеальним. Карл Александр навіть винайняв шпигуна за дружиною, а у 1736 році — змусив її підписати домовленість, згідно з якою Марії Августі заборонялося втручатися у справи уряду.

12 березня 1737 року він раптово помер. Марія Августа з великими зусиллями змогла стати однією з регентів при своєму малолітньому синові. Їй було надано велике грошове утримання. Натомість герцогиня мала стежити за доброю освітою сина. Вплив її був нетривалим, оскільки вже у 1739 році Таємна Рада Вюртембергу почала розслідування щодо можливої вагітності правительки від капітана військової служби. Капітана було звільнено з армії, а герцогині заборонили в'їзд до країни на п'ять місяців, починаючи з квітня 1740 року. Мешкала вона в цей час у Брюсселі в Південних Нідерландах. До 1744 року її політична вага знову зросла. Герцогині вдалося організувати військову кар'єру своїх синів у прусському війську та домовитися про династичний шлюб старшого. Однак суперечки із ним призвели до того, що від 1750 року до самої смерті Маія Августа перебувала у замку Геппінгена практично під домашнім арештом за синовим наказом. 

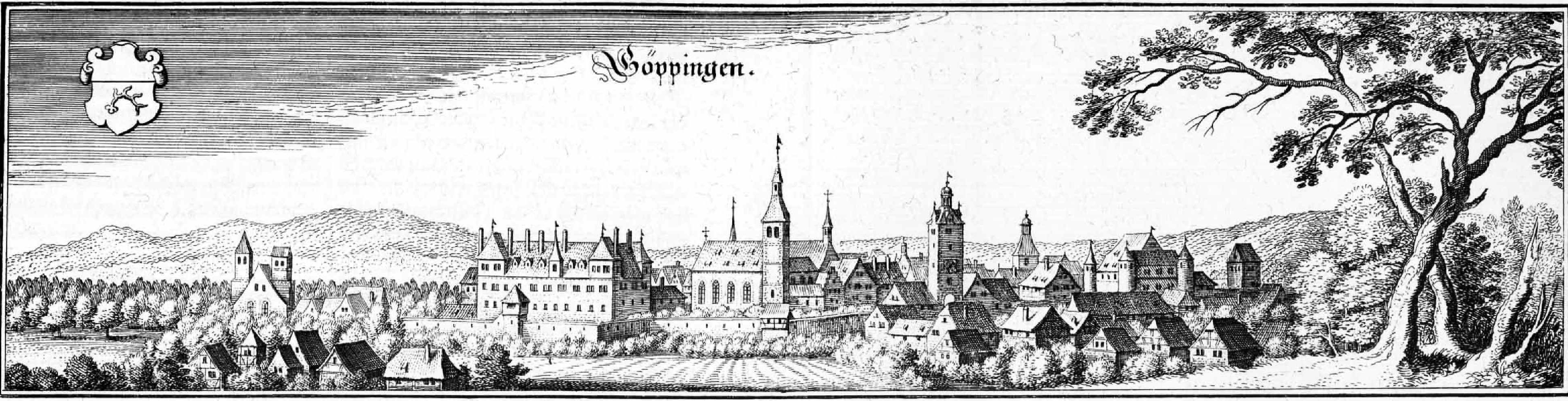
Геппінгенський замок

Померла 1 лютого 1756 року. Похована у замковій каплиці Людвігсбурга.
Від сучасників герцогиня отримала суперечливу оцінку. Всі захоплювалися її красою, однак відмічали й значне марнотратство та нерішучість. Марія Августа не вважалася інтелектуалкою, проте мала велику бібліотеку та листувалася із Вольтером і товаришувала із філософом маркізом д'Аржаном.

## Родина

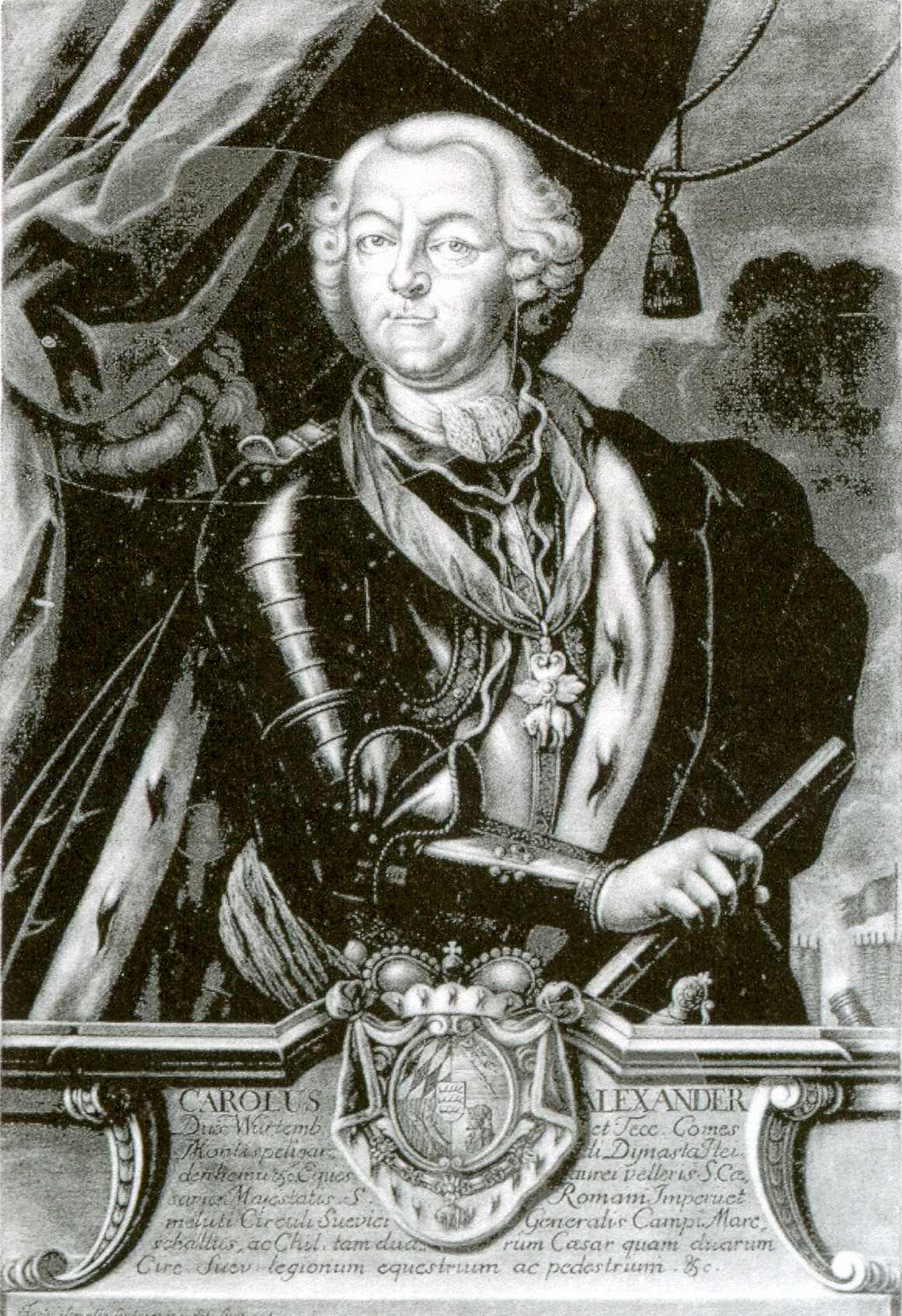
Карл Александр

Чоловік — Карл I Александр, герцог Вюртемберзький
Діти:
- Карл Ойген (1728—1793) — наступний герцог Вюртембергу в 1737—1793 роках, був одруженим із принцесою Єлизаветою Фредерікою Бранденбург-Байротською, мав єдину законну доньку, згодом узяв морганатичний шлюб із баронесою Францискою Лейтрум фон Эртинген,[2] мав кілька десятків позашлюбних нащадків;
- Ойген Людвіг (нар. та пом. 1729) — помер немовлям;
- Людвіг Ойген (1731—1795) — герцог Вюртемберзький у 1793—1795 роках, був морганатично одруженим із графинею Софією Альбертіною Байхлінгенською, мав трьох доньок;
- Фрідріх Ойген (1732—1797) — герцог Вюртемберзький у 1795—1797 роках, був одруженим із принцесою Фредерікою Бранденбург-Шведтською, мав дванадцятеро законних дітей та позашлюбного сина;
- Александр (1733—1734) — помер у ранньому віці;
- Августа Єлизавета (1734—1787) — дружина 4-го князя Турн-унд-Таксіс Карла Ансельма, мала восьмеро дітей.

## Нагороди
- Орден Святої Катерини 1 ступеня (Російська імперія) (30 серпня 1745);
- Орден Червоного орла;
- Орден Чорного орла (Королівство Пруссія).

## Титули
- 11 серпня 1706—1 травня 1727 — Її Світлість Принцеса Марія Августа Турн-унд-Таксіс;
- 1 травня 1727—12 березня 1737 — Її Світлість Герцогиня Вюртемберзька;
- 5 листопада 1737—24 жовтня 1746 — Її Світлість Герцогиня Со-Регентка Вюртембергу;
- 24 жовтня 1746—1 лютого 1756 — Її Світлість Вдовіюча Герцогиня Вюртемберзька.